# Suc de Bellecombe
Pour les articles homonymes, voir Bellecombe (homonymie).
Le suc de Bellecombe est un sommet situé dans le massif du Meygal, culminant à 1 174 m d'altitude, dans le Velay en France.

## Géographie

### Situation
La montagne se trouve sur le territoire de la commune d'Yssingeaux dans le département de la Haute-Loire.
Un panorama à 180° révèle une vue sur une partie du pays des Sucs, ainsi que sur le massif du Meygal et le Pilat. Par temps clair, une partie des Alpes et le mont Mézenc à l'est peuvent être aperçus.

### Géologie
Le suc de Bellecombe se distingue des autres sucs par sa forme de crête plutôt que de dôme, bien qu'il demeure une formation géologique composée de phonolite. Une fois au sommet, les pitons rocheux signalent la fin de l'ascension.

## Randonnée
Le sommet est parcouru par un sentier de petite randonnée, avec une difficulté moyenne.

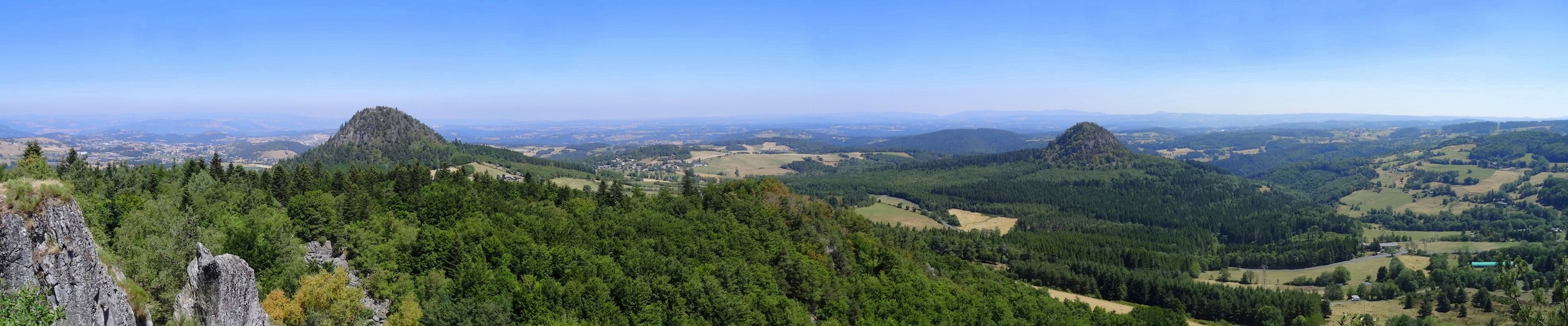
Panorama depuis le sommet du suc de Bellecombe.